# فرد جيرارد
فرد جيرارد (بالإنجليزية: Fred Gerard)‏ هو عسكري أمريكي، ولد في 14 نوفمبر 1829، وتوفي في 1913.